# Capri C'est Fini
Capri c'est fini é uma canção francesa, composta e cantada por Hervé Vilard. Esta canção obteve um grande sucesso na França  a partir de seu lançamento em junho de 1965 e lançou a carreira do jovem cantor com então 19 anos de idade. Vilard registrou a canção em sete línguas e vendeu 2,5 milhões de exemplares .
A letra descreve uma ruptura amorosa. O título da canção, que se identifica com seu refrão, utiliza a ilha italiana de Capri, onde o relacionamento se haveria formado e perdurado, para representar o casal que se separa, de acordo com o princípio sociológico da sinédoque.

## Inspiração
Hervé Vilard, que acabava de assinar seu primeiro contrato com a Mercury Records, não teve êxito em cantar as canções em inglês regravadas no catálogo daquele estúdio. A ideia do título lhe veio por acaso, ao ver um anúncio turístico no Metrô de Paris, chamando a atenção para aquela ilha, o fazendo pensar na canção C'est fini, que Charles Aznavour lançara no mesmo ano e que Villard cantarolava frequentemente. Naquela música, também havia uma repetição da frase C' est fini ("acabou"). Seu videoclipe foi um dos que foram difundidos através do scopitone.

## Regravações e versões
Esta canção foi objeto das seguintes regravações e adaptações:
- em 1994: Ludwig von 88 no álbum 17 plombs pour péter les tubes, numa versão punk;
- em 2004 : Indigo no álbum Classixties ;
- em 2006 : Kontingent Furax no álbum À la recherche de la nouvelle Punk Star, em versão punk;
- em 2007 : Caravelli no álbum Reader's Digest Music: A New Day Has Come, em versão easy listening ;
- em 2008 : Francis et ses peintres com a participação de Philippe Katerine no álbum La Paloma.
- A canção foi adaptada ao inglês com o título Kiss Tomorrow Goodbye, interpretada na Grã-Bretanha por Vince Hill (no álbum So Nice em 1967)[5], e nos Estados Unidos por Lainie Kazan[6].

## Paródias e repercussões
- Les Nuls fizeram uma paródia do programa de televisão L'École des fans no programa de humor Les Nuls L'émission, com a participação de Valérie Lemercier, interpretando a jovem Odeline Fion vindo cantar Capri c'est fini. Alain Chabat faz o papel de Jacques Martin.
- Em 2008, no filme Astérix nos Jogos Olímpicos de Frédéric Forestier e Thomas Langmann, o personagem Francix Lalannix (Francis Lalanne) faz paródias de diversas canções conhecidas, inclusive Capri c'est fini, cantando Gergovie, c'est fini.
- A canção em 1996 foi tema do terceiro volume de Jeepster, une série de quadrinhos escrita por Patrick Giordano e desenhada por Francard, com Dargaud.
- Em 2005, na sua autobiografia A Alma Só, Vilard relata acerca de Marguerite Duras: Citação: Ela me escreveu várias cartas e me dizia que Capri era para ela a mais bela canção de amor[7]. A escritora lhe fez referência em 1992 no seu romance Yann Andréa Steiner :

| “ | Sim, um dia isto acontecerá. Uma dia lhe virá o remorso abominável do que você qualifica de inviável, referindo-se ao que foi por nós tentado naquele outono chuvoso de 1980. Às vezes era na beira do mar. Quando a praia ficava vazia, ao cair da noite. Após a partida das crianças em colônia de férias. Entre tudo que se ouve da areia, sobressai que Capri acabou. Que ESSA ERA A CIDADE DE NOSSO PRIMEIRO AMOR, mas que hoje já acabou. É terrível, de repente terrível. Cada vez a chorar, a fugir, a morrer porque Capri voltou à terra, contra o esquecimento do amor. | ” |

- Em 2010, paródia de Stephane Guillon quando do lançamento de Salve, terrestres: "Capri, é gratuito. E dizer que a passagem custa três mil euros ... ", referindo-se à viagem de núpcias de Eric Besson que teria sido paga pelos assinantes.

## Nota
- Este artigo foi inicialmente traduzido, total ou parcialmente, do artigo da Wikipédia em francês cujo título é «Capri c'est fini», especificamente desta versão.